# Інститутський професор
Звання інститутського професора (англ. Institute Professor) надається в Массачусетському технологічному інституті невеликій кількості його членів за особливі досягнення. Зазвичай не більше 12 професорів мають це звання в будь-який момент часу.

## Дехто з інститутських професорів
- Джон Дейч — хімія,
- Ізадор Зінгер[en] — математика,
- Джером Фрідман — фізика,
- Джон Гарібсон[en] — музика,
- Енн Ґрейбіл — нейронаука,
- Ноам Чомскі — лінгвістика,
- Барбара Лісков — інформатика,
- Мілдред Дресселгауз — фізика,
- Пол Семюельсон — економіка.